# Новобратське (Казахстан)
Новобра́тське (каз. Новобратское) — село у складі Буландинського району Акмолинської області Казахстану. Адміністративний центр Новобратського сільського округу.
Населення — 410 осіб (2021; 739 у 2009, 790 у 1999, 1003 у 1989).
Національний склад станом на 1989 рік:
- українці — 36 %;
- росіяни — 31 %.